# Adolf Rubi
Adolf Rubi (* 12. Januar 1905 in Grindelwald; † 23. April 1988 in Unterseen) war ein Schweizer Bergführer sowie nordischer und alpiner Skisportler. Er nahm an Weltmeisterschaften und den Olympischen Winterspielen 1928 teil, wurde zweimal Schweizer Skimeister und unternahm mehrere Erstbegehungen in den Alpen.

## Biografie
Im Skisport erzielte der damals 21-jährige Rubi seinen ersten grossen Erfolg auf nationaler Ebene mit dem Sieg im 18-km-Langlauf beim 20. Grossen Skirennen der Schweiz (Schweizer Skimeisterschaften) 1926 in Wengen. Im Kampf um den Meistertitel aus Langlauf und Sprunglauf war er nur dem Adelbodner Sepp Schmid unterlegen. Im selben Jahr gewann er bei den alpinen Skirennen in Adelboden den Goldenen Ski von Adelboden. Auch auf internationaler Ebene zählte Rubi ab dieser Zeit zu den erfolgreichsten Schweizern. So erreichte er bei der Nordischen Skiweltmeisterschaft 1927 in Cortina d’Ampezzo hinter drei Tschechen den vierten Platz in der Nordischen Kombination und bei den Olympischen Winterspielen 1928 in St. Moritz wiederum als bester Schweizer den elften Rang in der Nordischen Kombination (im Springen wurde er Zwölfter und im Langlauf Vierzehnter).
Die grössten Erfolge auf nationaler Ebene feierte Rubi in den Jahren 1928 und 1929, als er beim 22. Grossen Skirennen der Schweiz in Gstaad 1928 und beim 23. Grossen Skirennen der Schweiz in Arosa 1929 Schweizer Skimeister in der Kombination aus Lang- und Sprunglauf wurde. Im Juli 1929 gewann Rubi die Dreierkombination (Abfahrt, Slalom, Sprunglauf) des Sommer-Skirennens am Jungfraujoch. Diesen Erfolg wiederholte er 1933 und 1934.
Bei der Nordischen Skiweltmeisterschaft 1930 in Oslo belegte Rubi den 28. Platz in der Nordischen Kombination. Beim 24. Grossen Skirennen der Schweiz in Engelberg wurde er im selben Jahr jeweils Dritter im Langlauf und im Spezialsprunglauf der Senioren I sowie Vierter in der Meisterschaftskombination. Weitere Platzierungen unter den besten Drei bei den Schweizer Meisterschaften blieben in den nächsten Jahren aber aus, doch 1933 erreichte er beim 1. Schweizerischen Stafettenlauf in Grindelwald den dritten Platz mit der Wengener Staffel. Rubi war bis 1932 für den Skiclub seines Heimatortes Grindelwald gestartet, übersiedelte dann aber nach Wengen und trat ab 1933 für den dortigen Skiclub an.
Neben seinen Siegen beim Sommer-Skirennen am Jungfraujoch 1933 und 1934 feierte Rubi in seinem neuen Wohnort Wengen 1934 noch einen grossen Erfolg, als er die Abfahrt, den Slalom und die Kombination des Lauberhornrennens gewann. Wegen Sturmschäden musste damals der Abfahrtsstart vom Lauberhorn zum Girmschbiel hinunterverlegt werden. Bei den Schweizer Skimeisterschaften in Andermatt erreichte er im selben Jahr den vierten Platz in der erstmals ausgetragenen Viererkombination (Langlauf, Sprunglauf, Abfahrt und Slalom). Ebenfalls Vierter wurde er 1935 im Slalom des Arlberg-Kandahar-Rennens in Mürren, was seine beste Platzierung bei diesen Rennen darstellte. Im Wettkampfsport war Rubi, der auch als Skilehrer tätig war, noch bis Anfang der 1940er-Jahre aktiv. Er siegte 1937 und 1938 bei den No-Fall Championships um den Sunday Times Cup in Wengen, gewann 1938 bei den Schweizer Meisterschaften die Abfahrt und den Slalom der Altersklasse I und belegte bei den Schweizer Meisterschaften 1940 in beiden Disziplinen jeweils den zweiten Platz.
Neben dem Skisport war Rubi ein bekannter Bergführer. Sein Führerpatent erhielt er 1926. Ab 1929 unternahm er immer wieder Touren mit der US-Amerikanerin Miriam O’Brien (verheiratete Underhill), darunter der erste Abstieg über den Südwestgrat des Lauteraarhorns im September 1929 und die Erstbegehung des Grates Olmenhorn–Dreieckhorn am Aletschgletscher sowie die erste Durchkletterung ohne Biwak der Nordostwand des Finsteraarhorns im September 1930. Am 3. August 1933 eröffnete er einen neuen Weg auf die Jungfrau, und drei Tage später gelang ihm der erste Abstieg über den Wetterhorn-Westgrat, jeweils mit David Lewers. Am 18. August 1934 vollführte er die Erstbegehung der Mönch-Nordwand zwischen der Lauperrippe und dem Nollenbollwerk mit Peter Inäbnit und Magdalena Hutton, mit letzterer zwei Jahre später auch den ersten Abstieg über den Younggrat am Zermatter Breithorn. Zusammen mit Hans Schlunegger unternahm er am 16. Juli 1935 in 16 Stunden von der Mittellegihütte nach Stechelberg die erste Überschreitung des Dreigestirns Eiger, Mönch und Jungfrau ohne Unterbrechung. Hinzu kommen unzählige weitere Touren in der Schweiz und im benachbarten Ausland, etwa am Monte Rosa und am Mont Blanc (über den Peutereygrat in damaliger Rekordzeit), der Meije und der Barre des Écrins, in den Bergeller Alpen und den Dolomiten. Im Juli 1936 gehörte er neben seinem Bruder Christian Rubi, der ebenfalls Skisportler und Bergführer war, sowie Hans Schlunegger und Arnold Glatthard dem Rettungsteam der bei einem Erstbesteigungsversuch der Eiger-Nordwand verunglückten Bergsteiger Toni Kurz, Andreas Hinterstoißer, Willy Angerer und Edi Rainer an.
1949 nahm Rubi an der von der Schweizerischen Stiftung für Alpine Forschung (SSAF) organisierten Nepal-Himalaya-Expedition teil. Rubi war als Tourenchef vorgesehen, musste aber aus gesundheitlichen Gründen schon früh zurückkehren. 1959 bestieg er zusammen mit Walter Schmid den Kilimandscharo, und 1971 nahm er an einer Expedition des Akademischen Alpen-Clubs Zürich zum Elbrus teil.

## Erfolge (Skisport)

### Olympische Winterspiele
- St. Moritz 1928: 11. Nordische Kombination

### Weltmeisterschaften
(die Liste ist möglicherweise unvollständig)
- Cortina d’Ampezzo 1927: 4. Nordische Kombination
- Oslo 1930: 28. Nordische Kombination

### Schweizer Meisterschaften
- Schweizer Skimeister 1928 und 1929

### Weitere Erfolge
- Gewinn des Goldenen Skis von Adelboden 1926
- Sieg in der Dreierkombination des Sommer-Skirennens am Jungfraujoch 1929, 1933 und 1934
- Sieg in Abfahrt, Slalom und Kombination des Lauberhornrennens 1934